# Alexie al II-lea Comnenul
Alexios al II-lea (n. 10 septembrie 1169, Constantinopol, Imperiul Roman de Răsărit – d. 24 septembrie 1183, Constantinopol, Imperiul Roman de Răsărit), a fost un împărat bizantin din dinastia Comnenilor, între 1180-1183.
Fiul celei de a doua soții a lui Manuel I Comnenul, Alexie, care avea 11 ani, a fost doar un paravan pentru adevărații cârmuitori: mama sa, frumoasa împărăteasă-regentă Maria de Antiochia, și favoritul acesteia, protosebastosul Alexie Comnenul, nepotul basileului defunct.
Potrivit mărturiei lui Niketas Choniates, domnia tânărului împărat, care avea nevoie de educatori și dădace, prezenta un tablou puțin îmbucurător: 
„Mai rău chiar decât atunci când Phaethon, urcându-se în carul poleit cu aur al tatălui său, a vrut să treacă printre stelele cerului. Împăratul însuși, din pricina vârstei sale necoapte și a lipsei de chibzuință, nu-și îndrepta deloc atenția spre îndatoririle sale; fiind ocupat numai cu plăceri deșarte și nefiind încă în stare să deosebească nenorocirea de bucurie, el se distra numai cu hăituieli și alergări de cai, petrecându-și timpul cu tineri tovarăși de joacă și deprinzând cele mai urâte obiceiuri. Iar cei care îi erau prieteni, pe linia tatălui său, ori se înrudeau cumva cu el nu se îngrijeau deloc să-i dea o cât mai bună educație și instruire și nu luau aminte defel la neorânduiala din treburile obștii. Unii dintre ei erau îndrăgostiți de împărăteasă și... îi făceau curte fățiș; năzuind ca aceasta să răspundă sentimentelor lor, ei își ondulau părul cu măiestria Venerei, se parfumau copilărește cu arome, se împodobeau ca femeile cu coliere de nestemate și o sorbeau din ochi. Alții, oameni lacomi de bani și jefuitori ai poporului, furau visteria; ei iroseau fără cruțare sumele destinatepentru cheltuială și născoceau noi cheltuieli, ca prin aceasta să-și umple și să-și ticsească azi sacul, până mai ieri gol și subțire. Iar unii, trăgând nădejde la domnie, îndreptau totul spre țelul acesta...totul a căzut în neorânduială, deoarece fiecare își urmărea scopul său și toți se împotriveau unul altuia... Oamenii care aveau pe atunci multă putere și erau în legături de rudenie cu împăratul nu recunoșteau drepturile la funcții și onoruri, de aceea grija treburilor obștești fusese părăsită, întrunirile și sfaturile nu se mai țineau... Iar atunci când, în felul acesta, întreg palatul imperial a fost copleșit de frământări și neliniști felurite, puteai, vedea chiar și în treburile de stat ceea ce se spune în poveștile despre balaurul care era covârșit de năpaste, fiindcă mișcările lui erau conduse de partea sa surdă și oarbă-coada”
Occidentaliștii Maria și Alexie protosebastul nu știau măsura în simpatiile lor politice și, prin favorizarea străinilor în dauna intereselor Bizanțului, provocau mânia legitimă a acelei părți a societății, care era în stare să judece. În fruntea opoziției din capitală se aflau fiica lui Manuel I, și ea Maria, și soțul acesteia, o persoană energică și populară, cezarul Raymond de Montferrat. Afară de aceasta, din Paphlagonia, prin intermediul fiilor săi de la curte, înrâurea activ asupra situației din Constantinopol un intrigant vestit-vărul lui Manuel I, Andronic (viitorul împărat). În iarna anului 1181 a fost plănuit un atentat la viața protosebastului. Complotul a eșuat, însă popularitatea celor implicați era atât de mare, încât guvernul nu s-a putut decide să-i condamne la moarte. Nici Maria de Antiochia, nici Alexie n-au tras concluziile cuvenite. Ca și înainte, resursele visteriei erau risipite pentru ospețe și distracții sau, pur și simplu, erau furate, afacerile de stat au ajuns într-o delăsare totală. Întreprinzătorul vecin al Bizanțului, moștenitorul de cândva al coroanei acestuia, regele maghiar Bela III, aliat cu sârbii, i-a răpit definitiv Imperiului orașele dalmate.
De Paști, la 5 aprilie 1182, Maria Comnena s-a refugiat, împreună cu soțul ei în Sfânta Sofia și i-a cerut celui de al II-lea tutore al lui Alexie II, patriarhul Theodosios, să-l răstoarne pe odiosul protosebastos, un om neobrăzat, care făcea de rușine tronul, prin ieșirile sale. În vreme ce împărăteasa Maria și amantul ei chibzuiau ce să facă, spre Constantinopol a pornit cu oștirea papflagoniană Andronic Comnenul, ațâțând populația cu sloganuri patriotice. La 2 mai, din ordinul împărătesei, mercenarii latini au pornit la asaltul Sfintei Sofia. În oraș au izbucnit lupte, locuitorii, puși pe jar, în același timp, de patriotism și de setea de câștig, s-au năpustit asupra cartierelor latine. Nefericiții franci au fost uciși pe pragurile propriilor locuințe, femeile violate, casele jefuite și incendiate. Gloata nemiloasă i-a măcelărit chiar și pe bolnavii din spitalul catolic. Puțini care au scăpat de ororile masacrului asupra latinilor din Constantinopol, au părăsit orașul pe calea mării, ducând prin țările occidentale apeluri la răzbunare pentru pângărirea fraților de credință. Capitala a scăpat de sub control, singura forță de nădejde, care se mai afla în mâinile guvernului, erau mercenarii rămași în viață și flota de sub comanda lui Andronic Contostephanos. Acesta din urmă, fără a sta mult pe gânduri, și-a condus corăbiile la Andronic Comnenul. Senatul a luat puterea în mâinile sale, pe un termen de 10 luni, apoi uzurpatorul Andronic a intrat, fără piedici, în capitală și a pus stăpânire pe tron. Împărăteasa Maria a fost condamnată la moarte și Alexie II a semnat sentința propriei sale mame. Lipsit de orice putere, Alexie II a fost sugrumat în taină din ordinul unchiului său, cu o coardă de arc, în 24 septembrie 1183. Corpul i-a fost aruncat în mare.